# Oremburgo
Oremburgo (em russo: Оренбург) é uma cidade da Rússia, capital da província homônima. Localiza-se na Ásia Central Russa, nas margens do rio Ural e em 2010 tinha 548 331 habitantes. Foi fundada em 1735 e designou-se Chkalov entre 1938 e 1957.

## Geminações
- Kazan, Tartaristão, Rússia
- Ufa, Bascortostão, Rússia
- Distrito administrativo do sudoeste, Moscovo, Rússia
- Ecaterimburgo, Oblast de Sverdlovsk, Rússia
- Orlando, Flórida, Estados Unidos
- Khujand, Sughd, Tadjiquistão
- Legnica, Baixa Silésia, Polónia
- Oral, Cazaquistão Ocidental, Cazaquistão [2]

## Esporte
A cidade de Oremburgo é a sede do Estádio Gazovik e do Futbolniy Klub Orenburg, que participa do Campeonato Russo de Futebol..